# 고기철
고기철(생년 미상 ~ )은 조선민주주의인민공화국의 정치인이다. 사회과학원 초급당비서 겸 조선로동당 중앙위원회 후보위원이다.

## 경력
인민대학습당 초급당비서를 거쳐 사회과학원 초급당비서에 임명되었다. 2018년 4월 조선로동당 제7기 당대회 제3차 전원회의에서 조선로동당 중앙위원회 후보위원으로 선출되었다.